# Manfred Balcerzak
Manfred Balcerzak (* 4. Mai 1949) ist ein ehemaliger deutscher Fußballspieler.

## Werdegang
Der Abwehrspieler Manfred Balcerzak begann seine Karriere bei der Hammer SpVg und wechselte im Sommer 1971 zum Regionalligisten Lüner SV. Dort spielte er zwei Jahre und erzielte in 61 Regionalligaspielen ein Tor. 1973 folgte der Wechsel zu Borussia Dortmund, mit denen er sich für die neu geschaffene 2. Bundesliga qualifizierte. Da er für die Borussia nur zwölf Einsätze absolvierte, wechselte Balcerzak zum Verbandsligisten SC Herford, mit denen er 1976 in die 2. Bundesliga aufstieg. Zwei Jahre später stiegen die Herforder, für die Balcerzak 73 Spiele absolvierte und zwei Tore erzielte, wieder ab. Balcerzak wurde daraufhin Spielertrainer bei seinem Heimatverein Hammer SpVg und brachte seine Mannschaft nach zwei Aufstiegen in Folge von der Landesliga in die Oberliga Westfalen.
1981 beendete er seine Spielerkarriere und wurde Trainer des Oberligisten SpVgg Erkenschwick, den er bis April 1983 betreute. Im Jahre 1994 führte er die Hammer SpVg erneut zum Aufstieg in die Oberliga Westfalen. 2005 war er Interimstrainer beim Lüner SV. Im Januar 2006 wurde er Trainer von Westfalia Rhynern, bevor er als sportlicher Leiter zur Hammer SpVg zurückkehrte. Seit August 2010 arbeitet er als Jugendscout für den FC Bayern München. Hauptberuflich arbeitet Balcerzak als Lehrer für Sport und Mathematik an der Gesamtschule Hamm.